# ثری اسپرینگز (استرالیای غربی)
ثری اسپرینگز (به انگلیسی: Three Springs) یک شهرک در استرالیا است که در استرالیای غربی واقع شده‌است.